# Karma and Effect
Karma And Effect è il quarto album della band post-grunge sudafricana Seether, pubblicato nel 2005.

## Tracce
1. Because of Me – 3:36
2. Remedy – 3:27
3. Truth – 3:50
4. The Gift – 5:34
5. Burrito – 3:51
6. Given – 3:46
7. Never Leave – 4:59
8. World Falls Away – 4:40
9. Tongue – 4:05
10. I'm the One – 2:48
11. Simplest Mistake – 5:28
12. Diseased – 3:40
13. Plastic Man – 8:49 – contiene la traccia nascosta Kom Saam Met My

## Formazione
- Shaun Morgan – voce, chitarra
- Pat Callahan - chitarra
- Dale Stewart – basso, cori
- John Humphrey – batteria, percussioni